# Körmend
Körmend (słoweń. Kermendin, niem. Kirment) – miasto na zachodzie Węgier w komitacie Vas. Według danych ze stycznia 2011 zamieszkuje je 11 799 osób.

## Miasta partnerskie
- Heinävesi, Finlandia
- Rožnov pod Radhoštěm, Czechy
- Güssing, Austria
- Hermagor, Austria
- Fürstenfeld, Austria
- Groesbeek, Holandia
- Ubbergen, Holandia
- Kranenburg, Niemcy

## Galeria

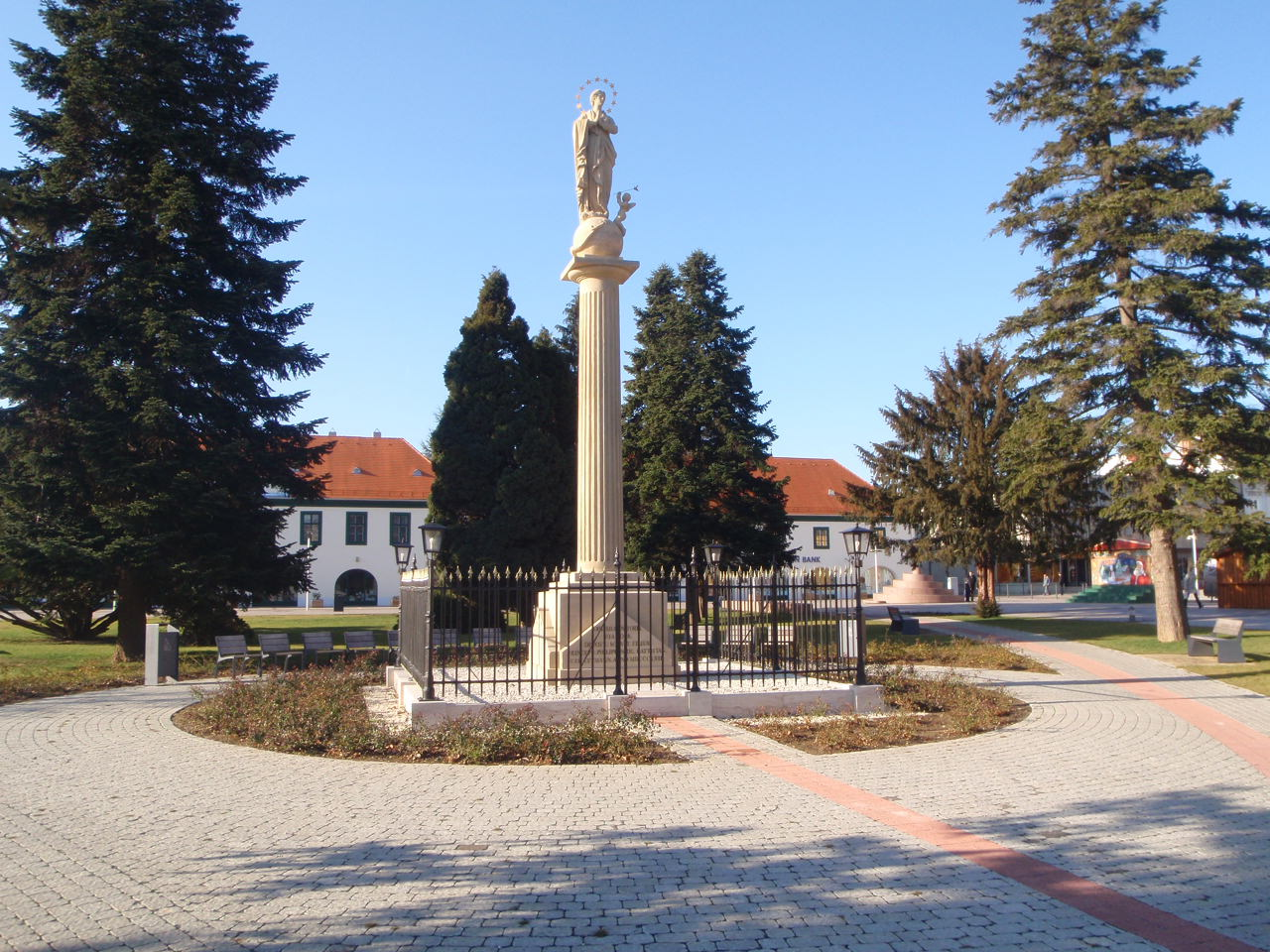
Odnowiony plac Szabadság tér z pomnikiem Maryi Niepokalanej
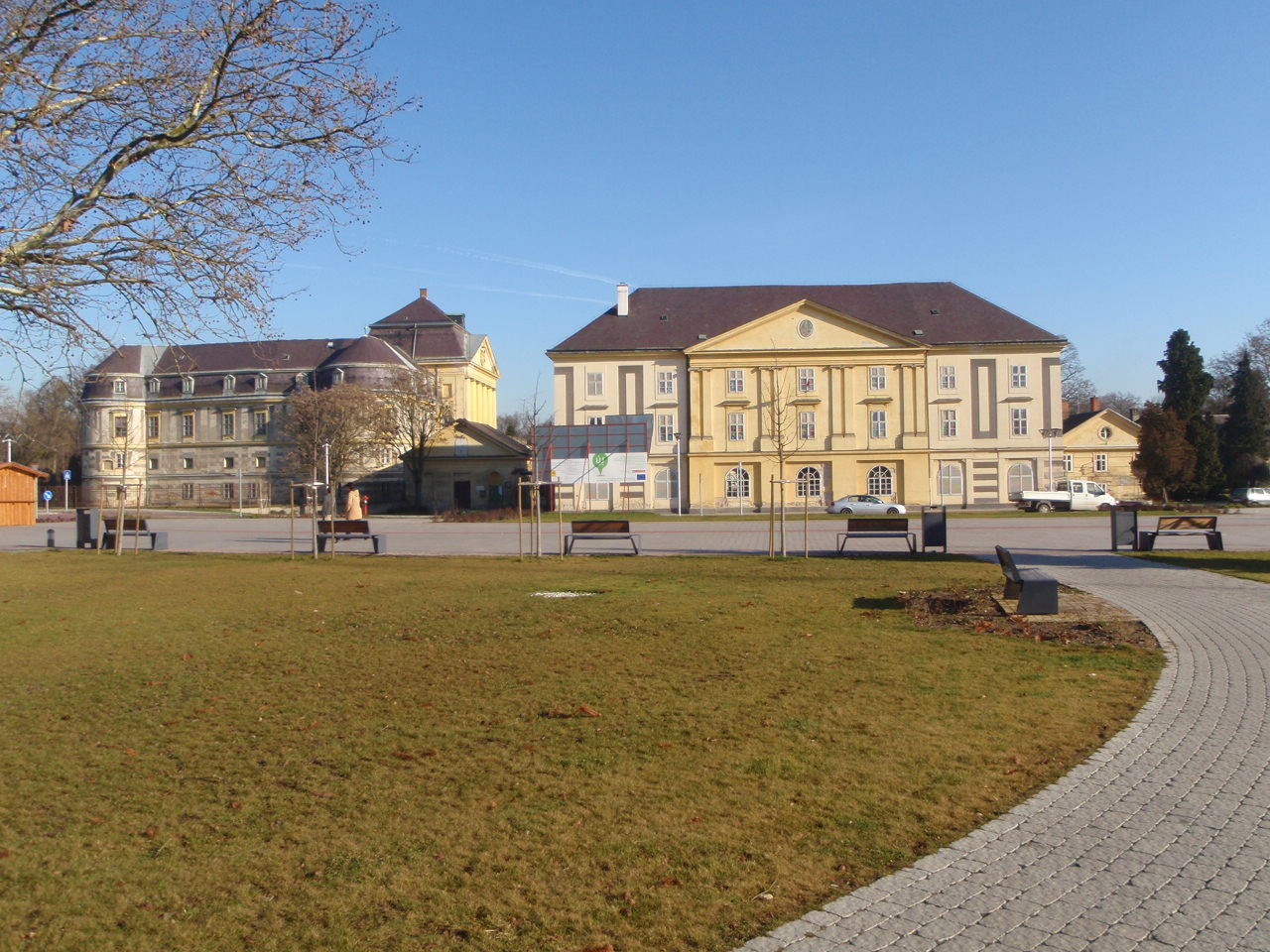
Wschodnia strona placu Szabadság tér po renowacji (2012)
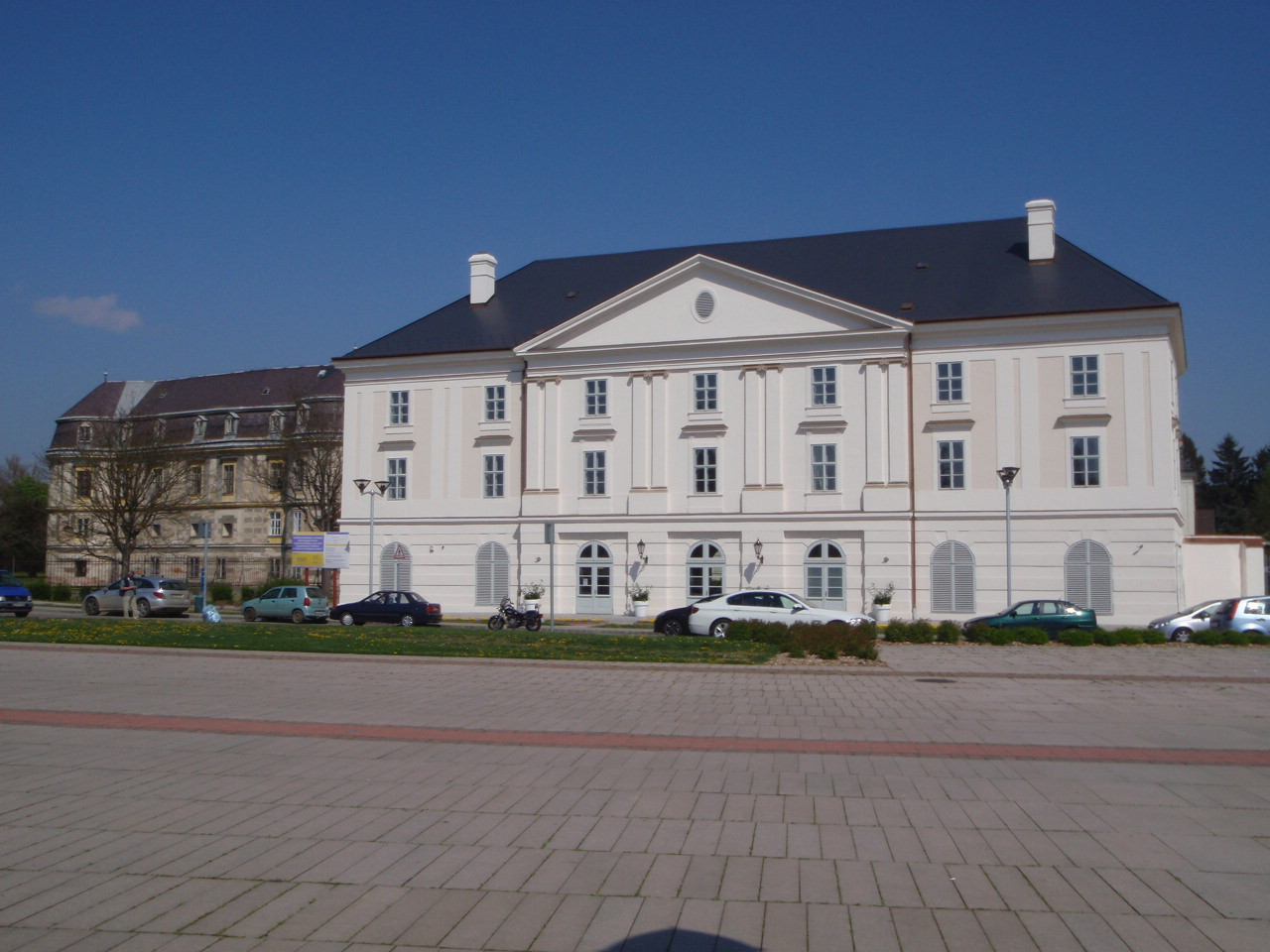
Odnowiona ujeżdżalnia pałacu Batthyány kastély
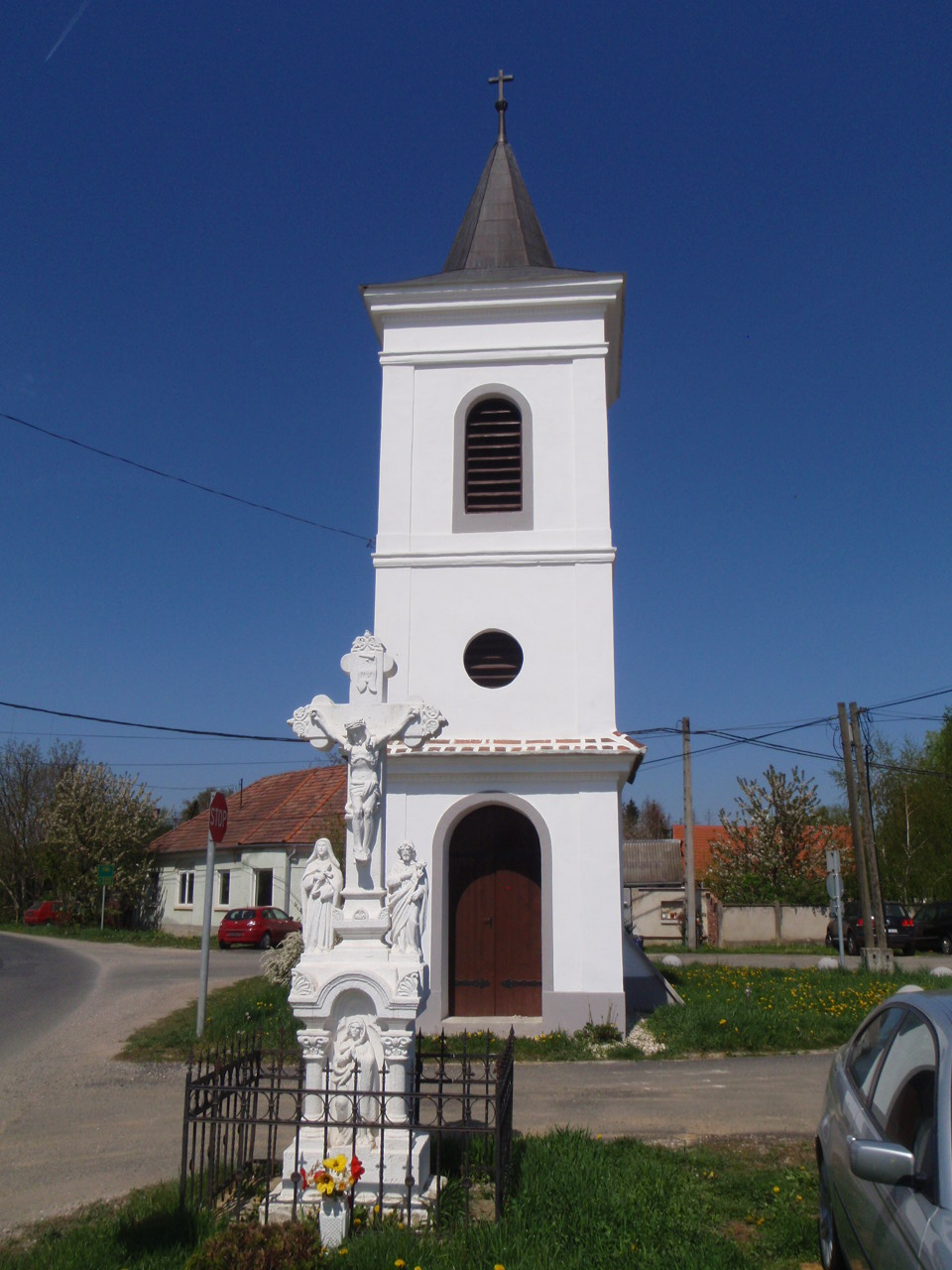
Dzwonnica w Felsőberkifalu
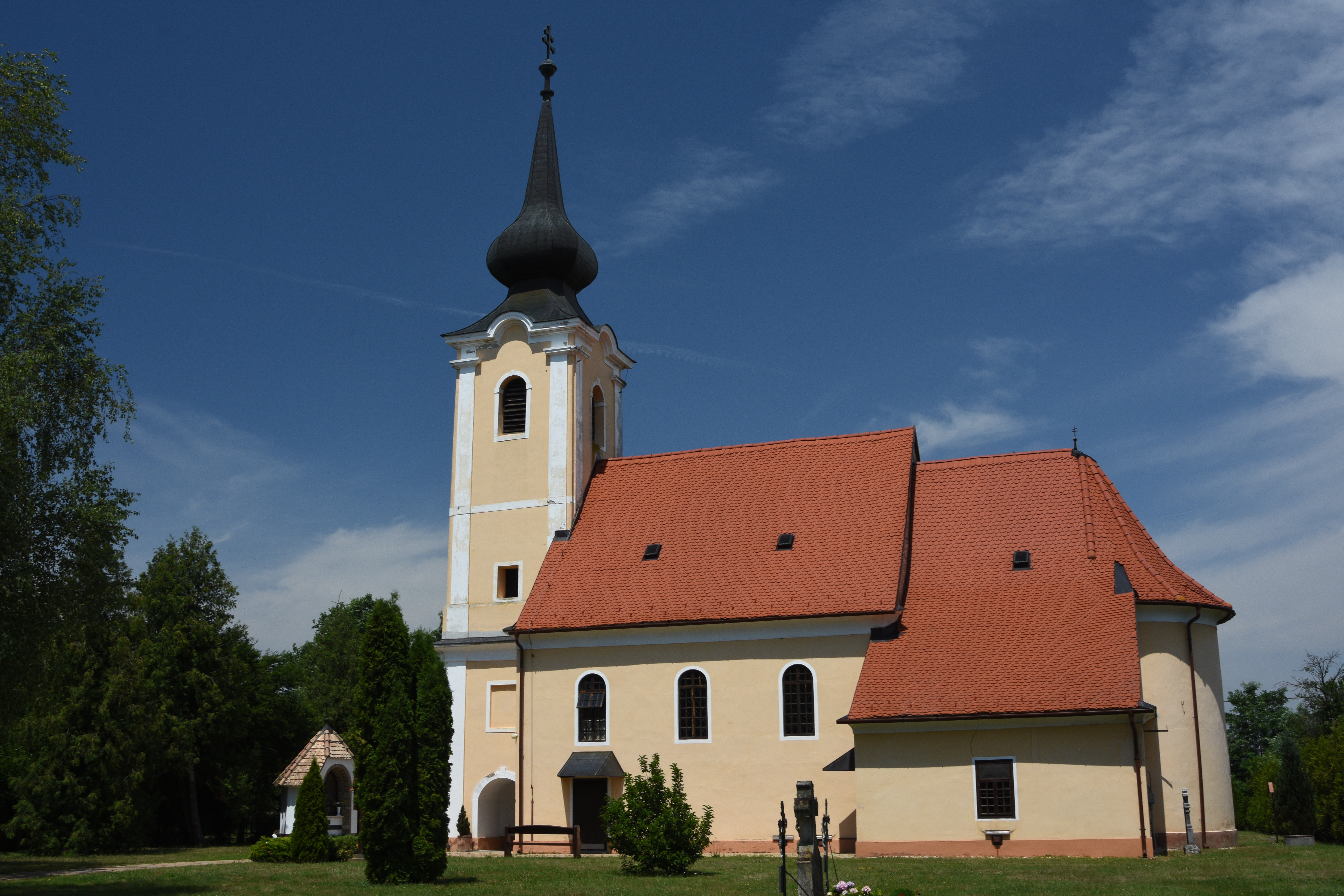
Kościół Ducha Świętego w dzielnicy Malomúti-dűlő

## Zabytki

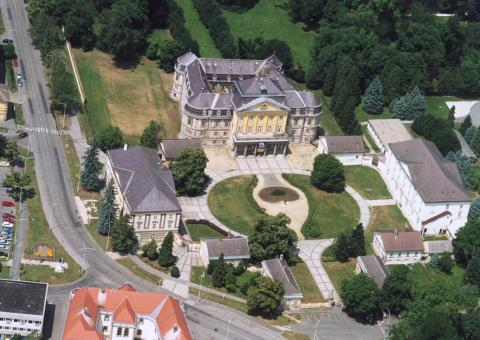
Zamek Batthyány-Strattmanna

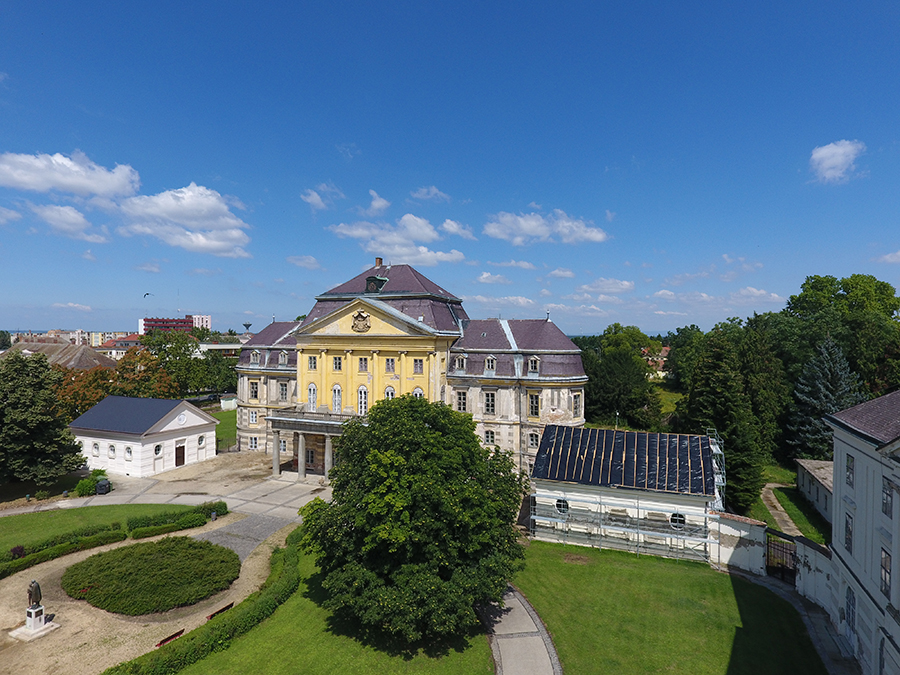
Zamek Batthyány-Strattmanna

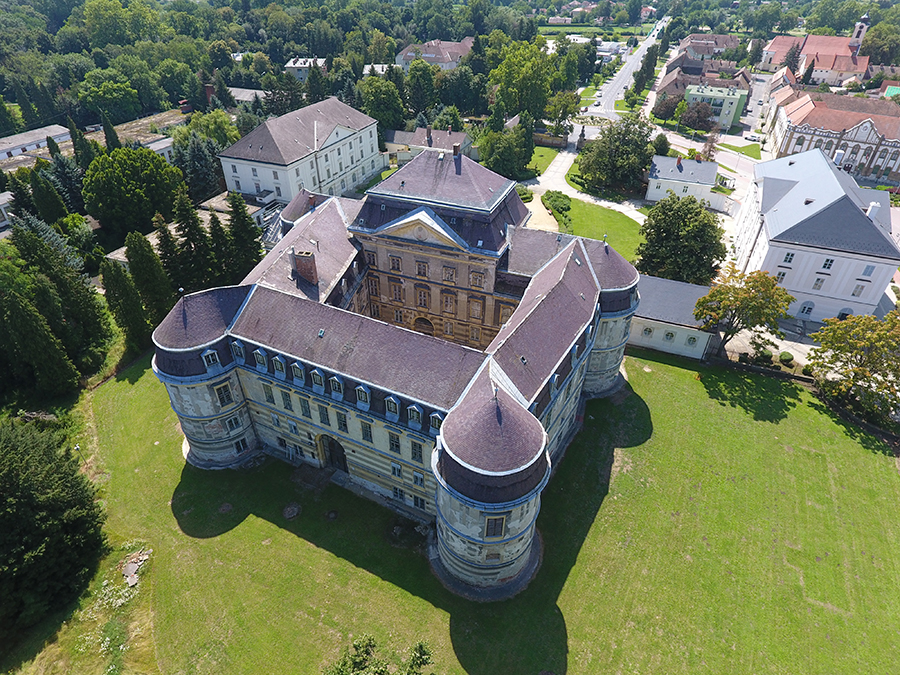
Zamek Batthyány-Strattmanna

- Zamek Batthyány-Strattmanna, (węg. Batthyány-Strattmann-kastély, węg. Körmendi várkastély) pochodzący z XVII wieku. W głównym budynku mieści się muzeum doktora László Batthyány-Strattmanna (Dr. Batthyány-Strattmann László Múzeum), znanego na Węgrzech jako lekarza ubogich.
- Kościół rzymsko–katolicki w stylu późnego gotyku.
- Dom Oficerski (Tiszti ház)
- Figura Maryi Niepokalanej (Maria Immaculata-szobor)

Znajdujący się na głównym placu miasta pomnik, przedstawia postać Maryi Dziewicy stojącej na kuli ziemskiej, która spoczywa na kolumnie doryckiej. Ufundował go na cześć swoich rodziców hrabia Fülöp Batthyány w 1822 r. 
- Dom Heiszigów (Heiszig-ház)

W XIX w. dwa stojące osobno budynki zostały połączone przez bogatą kupiecką rodzinę Heiszigów i stały się własnością Kasy Oszczędnościowej Komitatu Vas (Vas Megyei Takarékpénztár). W końcu XIX w. całość została przebudowana w stylu eklektycznym. 
- Kościół kalwiński (Református templom)

Wybudowany w 1788 r. Wewnątrz ozdobiony jest freskami Jenő Haranghyego. Późnobarokową wieżę wzniesiono w 1825 r. 
- Kościół ewangelicki (Evangélikus templom)

Położony w bezpośrednim sąsiedztwie kościoła kalwińskiego, wybudowany w stylu neogotyckim, jest ozdobą miasta od 1888 r. 
- Pomnik ofiar wojennych

Stoi na placu Bohaterów (Hősök tere). Jego autorem jest Zsigmond Kisfaludi Strobl. 
- Szkoła Podstawowa na ulicy Kölcsey (Kölcsey Utcai Általános Iskola)